# コール・ヤンガー

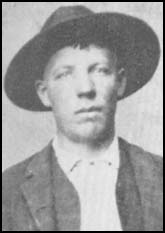
コール・ヤンガー

トーマス・コールマン・ヤンガー（Thomas Coleman Younger, 1844年1月15日?-1916年3月21日）は、アメリカ西部開拓時代のガンマン、強盗・殺人者。
南北戦争中にウィリアム・クァントリルの南軍ゲリラに参加し、ミズーリ州やカンザス州を転戦して殺人や盗みを覚えて腕を磨いた。終戦後、コールの兄弟や戦友のジェシー・ジェイムズやその兄弟と強盗団を結成し、銀行強盗や列車強盗を繰り返した。
1876年9月7日、強盗団はミネソタ州の銀行を襲い逃走したが、コールと兄弟たちは逮捕されて終身刑を言い渡される。1901年に保釈されて出所すると、1903年には自叙伝を出版し、さらにバッファロー・ビルが主催する『Wild West Show』に参加するなどして各地を巡業した。
晩年、罪を悔いてキリスト教に深く帰依し、1916年、ミズーリ州 Lee's Summit の自宅で永眠した。

## コール・ヤンガーに関連した作品

### 映画
- 無法の王者ジェシイ・ジェイムス（ニコラス・レイ監督、1957年、演：アラン・ヘイル・Jr）
- ミネソタ大強盗団（フィリップ・カウフマン監督、1971年、演：クリフ・ロバートソン）
- ロング・ライダーズ（ウォルター・ヒル監督、1980年、演：デヴィッド・キャラダイン）
- ワイルド・ガンズ（ロバート・ボリス監督、1994年、演：ランディ・トラヴィス）
- アメリカン・アウトロー（レス・メイフィールド監督、2001年、演：スコット・カーン）

### 漫画
- ベル☆スタア強盗団（伊藤明弘、1993年12月、富士見書房、ISBN 978-4-8291-8335-9）